# Cisco Videoscape
Cisco Videoscape (antes NDS Group) es una empresa de gestión de derechos digitales DRM y una empresa de acceso condicional. Sus principales dueños son Permira con 51 % y News Corporation con 49 %. La empresa tiene la sede en Staines, Reino Unido su director general es Abe Peled, un empresario israelí.
Su principal producto es el sistema de acceso condicional Videoguard, que se utiliza en la mayoría de los sistemas digitales de televisión satelital de News Corporation, también en banda ancha IPTV, telefonía celular y nuevas soluciones para asegurar el contenido en los PC entre otros.
NDS también proporciona aplicaciones de televisión interactiva, plataformas y herramientas de desarrollo. NDS cuenta con más de 3500 empleados, con oficinas en el Reino Unido, Israel, India, Estados Unidos, Francia, Dinamarca, Corea del Sur, China y Australia.
Sus clientes incluyen a DirecTV en EE. UU., SKY en Reino Unido, Premiere en Alemania, FOXTEL en Australia, CCTV en China y SKY en México.
La compañía comenzó como noticias para comunicación de datos en 1989 y, más tarde, cambió su nombre a Noticias de Sistemas Digitales, de ahí su nombre actúa, News Digital System (NDS).
Las oficinas de NDS fueron allanadas en Israel en octubre de 1996 tras las acusaciones de evasión de impuestos. Lo cual le hizo pagar 3 millones de dólares "sin culpa".
The Guardian un periódico del Reino Unido informó que Canal+ acusó a NDS de extraer el código UserROM que viene en las tarjetas MediaGuard, un sistema de acceso condicional para televisión digital. La demanda fue de 3 millones de dólares pero se acabó el caso cuando News Corporation compró a Canal+.